# Linda Burfield Hazzard
Linda Burfield Hazzard (1867 – 1938) è stata un medico digiunoterapeuta, dichiarata colpevole per avere ucciso almeno uno dei suoi pazienti con le sue pratiche, e morta essa stessa seguendo uno dei suoi digiuni.

## Biografia
Hazzard è stata il primo medico statunitense ad ottenere il titolo di "digiunoterapeuta". Prima di allora il digiuno veniva considerato una cura medica da ciarlatani, accomunato ai "maniaci della salute" (health faddists) dell'epoca. Nel 1908 pubblicò il libro, Fasting For The Cure Of Disease, in cui teorizzò il digiuno come una cura per ogni disturbo, compreso il cancro.
Hazzard istituì un "sanitarium" alle Wilderness Heights ("cime solitarie"), a Olalla (Washington), (ribattezzate dalle persone del luogo Starvation Heights: "cime della fame") per i pazienti sottoposti a digiuno, per giorni, settimane e mesi, con una regime dietetico costituito da piccole quantità di succhi di pomodoro e asparagi e, talvolta, un piccolo cucchiaino di succo d'arancia. Mentre alcuni pazienti sopravvivevano al trattamento, lodando pubblicamente il suo operato, più di 40 pazienti morirono, soprattutto per inanizione. Lei assicurava alla gente che il suo metodo era una panacea per tutti i tipi di malattia, in quanto era capace di liberare il corpo dalle tossine che ne causavano lo squilibrio.
Nel 1912 venne dichiarata colpevole di omicidio colposo per la morte di Claire Williamson, una facoltosa donna britannica che, a causa del digiuno, era arrivata a pesare meno di ventidue chili. Al processo fu provato che la Hazzard avesse plasmato la volontà di Williamson, sottraendole buona parte di suoi valori. Anche la sorella di Williamson, Dorothea, fece il trattamento e sopravvisse solo grazie a un amico di famiglia che parlò in tempo, togliendola così d'impaccio, dato che era diventata troppo debole per poterlo fare da sola (pesava nemmeno 27 chili). Successivamente testimoniò contro, al processo.
Hazzard venne condannata da 2 a 20 anni di prigione, pena da scontare nel penitenziario dello stato Washington, Walla Walla. Il 26 dicembre 1915, dopo due anni, venne rilasciata in libertà vigilata (condizionale) e, l'anno seguente, il governatore Ernest Lister le concesse l'indulto. Lei e suo marito, Samuel Christman Hazzard, si trasferirono in Nuova Zelanda, dove svolse la professione di dietista e osteopata fino al 1920.
Nel 1920 ritornò a Olalla e aprì un nuovo sanatorio, noto al pubblico come "scuola della salute", in quanto la sua licenza medica era stata revocata, e continuò ad "affamare" i pazienti fino a che nel 1935 la scuola non subì un incendio e da allora non fu mai più ricostruita.
Linda Burfield Hazzard morì nel 1938 mentre stava facendo un digiuno (per perseguire la sua stessa dieta).

## Nella cultura di massa
Hazzard è stata anche il soggetto di un libro di saggistica, Starvation Heights, di Gregg Olsen, portato poi sulla scena dal drammaturgo di Portland (Oregon) Ginny Foster, con la sua prima al National New Play Festival nel luglio del 2008. Nel gennaio del 2009 venne annunciato un adattamento per il cinema fatto dal produttore Jason Fogelson e dal vincitore del premio Pulitzer Tracy Letts (sceneggiatura).
Hazzard viene delineata attraverso ricostruzioni e interviste nel programma televisivo Investigation Discovery Network, "Deadly Women" (donne fatali) nel suo primo episodio intitolato "Obsession" ("ossessione").
Nella serie Omicidi da incubo la sua storia viene ricostruita nel primo episodio della terza puntata della prima stagione; la ricostruzione riporta fedelmente la clinica di Wilderness Heights a Olalla, la dieta a base di succo d'arancia e la vicenda delle sorelle Williamson ma il tutto è ambientato nel 1957 (molti anni dopo i reali eventi).

## Vittime (lista parziale)
1908
- Daisey Maud Haglund (Madre di Ivar Haglund fondatore dell'omonimo ristorante Ivar)
- Ida Wilcox

1909
- Blanche B. Tindall
- Viola Heaton
- Eugene Stanley Wakelin (morì per una pallottola in testa)

1910
- Maude Whitney
- Earl Edward Erdman

1911
- Frank Southard
- C.A. Harrison
- Ivan Flux
- Lewis Ellsworth Rader
- Claire Williamson

1913
- Ida J. Anderson
- Mary Bailey